# 言木力哈
言木力哈（羅馬化：Jamliqa Müfti；1908年—1986年），也称言木力哈·木甫提、亚米力哈，男，哈萨克族，新疆阿勒泰人，中国伊斯兰教大毛拉，曾任中国伊斯兰教协会副主任，第五届全国人大代表。